# Fischerinellinae
Fischerinellinae es una subfamilia de foraminíferos bentónicos de la familia Fischerinidae, de la superfamilia Nubecularioidea, del suborden Miliolina y del orden Miliolida. Su rango cronoestratigráfico abarca el Holoceno.

## Discusión
Clasificaciones previas incluían a Fischerinellinae en la superfamilia Cornuspiroidea.

## Clasificación
Fischerinellinae incluye al siguiente género:
- Fischerinella